# Mesapamea pinkeri
Mesapamea pinkeri là một loài bướm đêm trong họ Noctuidae.